# Berthe de La Roche
Pour les articles homonymes, voir Berthe et La Roche.

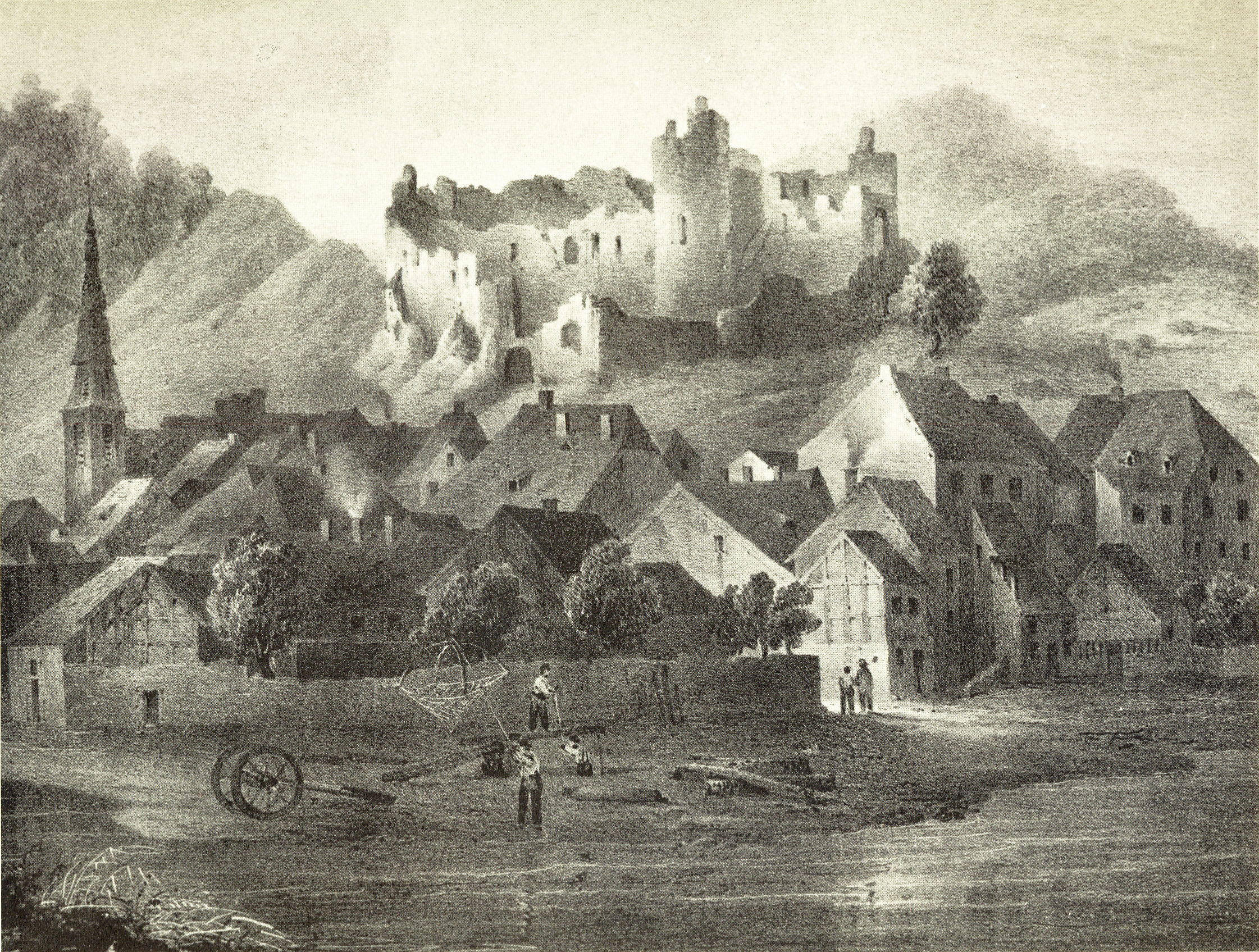
Le Château de La Roche, lithographie de Nicolas Liez, vers 1834.

Berthe de La Roche est un personnage de légende ardennaise attaché au Château de La Roche, en Belgique.

## Résumé
Berthe, fille du seigneur de La Roche, ne sait qui choisir entre plusieurs prétendants. Dotée d’une beauté exceptionnelle, elle est pressée par son père se sentant vieillir. Il organise alors un tournoi pour désigner son futur gendre. De nombreux chevaliers originaires d'Ardenne, du Condroz, du pays de Liège, du Namurois, de Hainaut et de Hesbaye font le déplacement. Parmi ceux-ci, Waleran, fils aîné du comte de Montaigu et engagé en fiançailles avec Marie de Salm. Victime d'un nouveau sentiment naissant, Waleran délaisse Marie qui apprend sa préférence et le congédie. Le chevalier affronte ses rivaux jusqu'au dernier tour du tournoi. Se présente alors un cavalier noir qui, malgré sa petite taille et sa frêle apparence, sort aisément vainqueur du duel. Le mariage est célébré aussitôt. La nuit qui suit les noces, la mariée poignardée est retrouvée dans les douves du château de La Roche. Ce n’est que plus tard que le peuple apprend que le cavalier noir n’était autre que Marie de Salm, laquelle, folle d'amertume, avait vendu son âme au diable pour pouvoir mener son châtiment à bien. Depuis, le fantôme de Berthe de La Roche erre désespérément autour de la forteresse par les nuits de grands vents,.

## Exhibition
Chaque soir de début juillet jusque fin août a lieu l'apparition du fantôme de cette légende du Xe siècle sous forme d'une présentation son et lumière. Un feu d'artifice l'accompagne le dernier samedi d’août. Le spectacle est annulé en cas de pluie et/ou de grands vents.